# Waarzeggerij

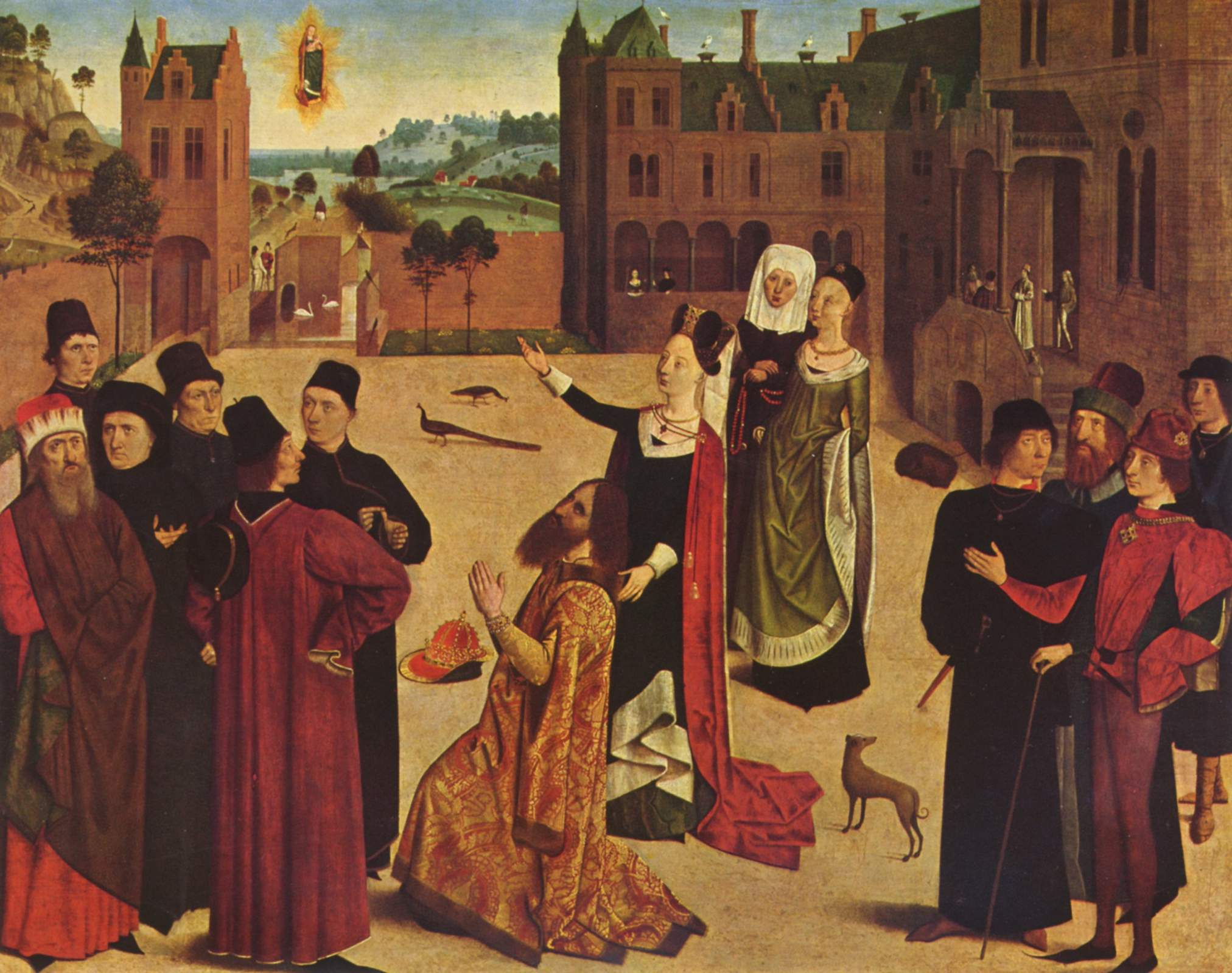
De Sibylle van Tibur, die waarzegt voor Keizer Augustus, 1480-1485

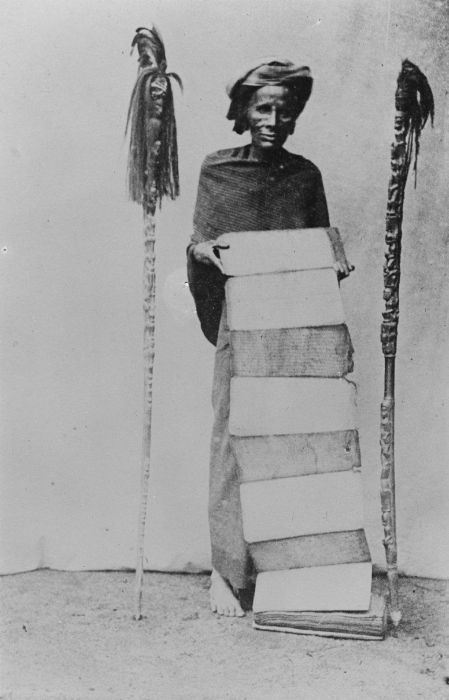
Portret van een Batak datu met een wichelboek en toverstaven, Tropenmuseum

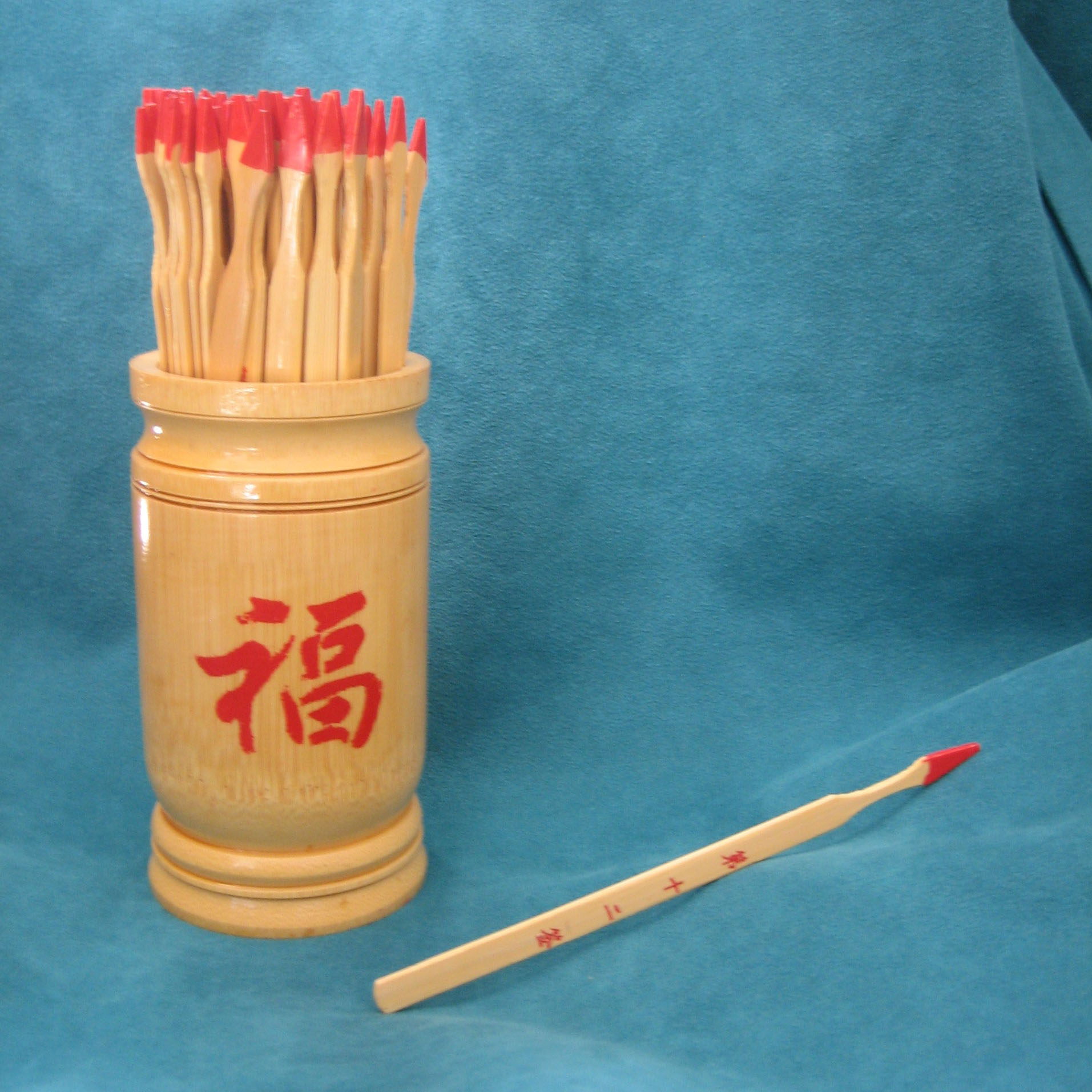
Deze Chinese stokjes worden gebruikt om informatie te krijgen (qiuqian)

Waarzeggerij is de poging om inzicht te krijgen in een vraag of een situatie door middel van een gestandaardiseerd proces of ritueel. Centraal daarbij staat het lezen en interpreteren van 'tekens' en 'omens'. De voorspeller maakt veelal gebruik van hulpmiddelen zoals een kristallen bol, een horoscoop, runen of kaarten, en doet soms  beroep op bovennatuurlijke krachten om gebeurtenissen en tekens te interpreteren. Terwijl de rituelen in sommige maatschappijen een religieuze en regulerende functie hebben kan waarzeggen in alle culturen ook als machtsmiddel of voor puur winstbejag aangewend worden.
Waarzeggers beweren bij het advies dat ze aan iemand geven tekens, gebeurtenissen of omina te kunnen 'lezen' of in contact te zijn met vermeende bovennatuurlijke krachten.
De oudst bekende vorm van waarzeggerij is waarschijnlijk geomantiek, en ongetwijfeld het meest complexe systeem is de westerse astrologie.

## Geschiedenis
Waarzeggerij heeft een lange traditie. Het oude China, Egypte, Chaldea en Babylonië kenden al waarzeggerij van 4000 jaar voor onze tijdrekening. Profetische dromen en orakels speelden een belangrijke rol in oude religies en geneeskunde.
In de geschiedenis maakten heersers nog weleens gebruik van de diensten van waarzeggers. Een beroemd voorbeeld hiervan is bijvoorbeeld Lukourgos, die volgens Herodotos het orakel van Delphi raadpleegde voordat hij nieuwe wetten in Sparta heeft introduceerde. Ook in de Bijbel en de Tenach komen waarzeggers voor; het beoefenen van de waarzeggerij en het raadplegen van waarzeggers worden daarin echter uitdrukkelijk verboden. In 1 Samuel 28:3 wordt verteld hoe koning Saul alle waarzeggers het land probeerde uit te drijven. Vanaf het achtste vers in hetzelfde hoofdstuk bezoekt hij er echter zelf een, met desastreuze gevolgen. In het christelijke Europa werd waarzeggerij dus als een zonde beschouwd. Lange tijd werd ertegen een religieus verbod uitgesproken, en beoefenaars werden soms ook gerechtelijk vervolgd. In de Indiculus superstitionum et paganiarum uit de achtste eeuw werd wichelarij, net als andere heidense vereringen, verboden.

## Methoden

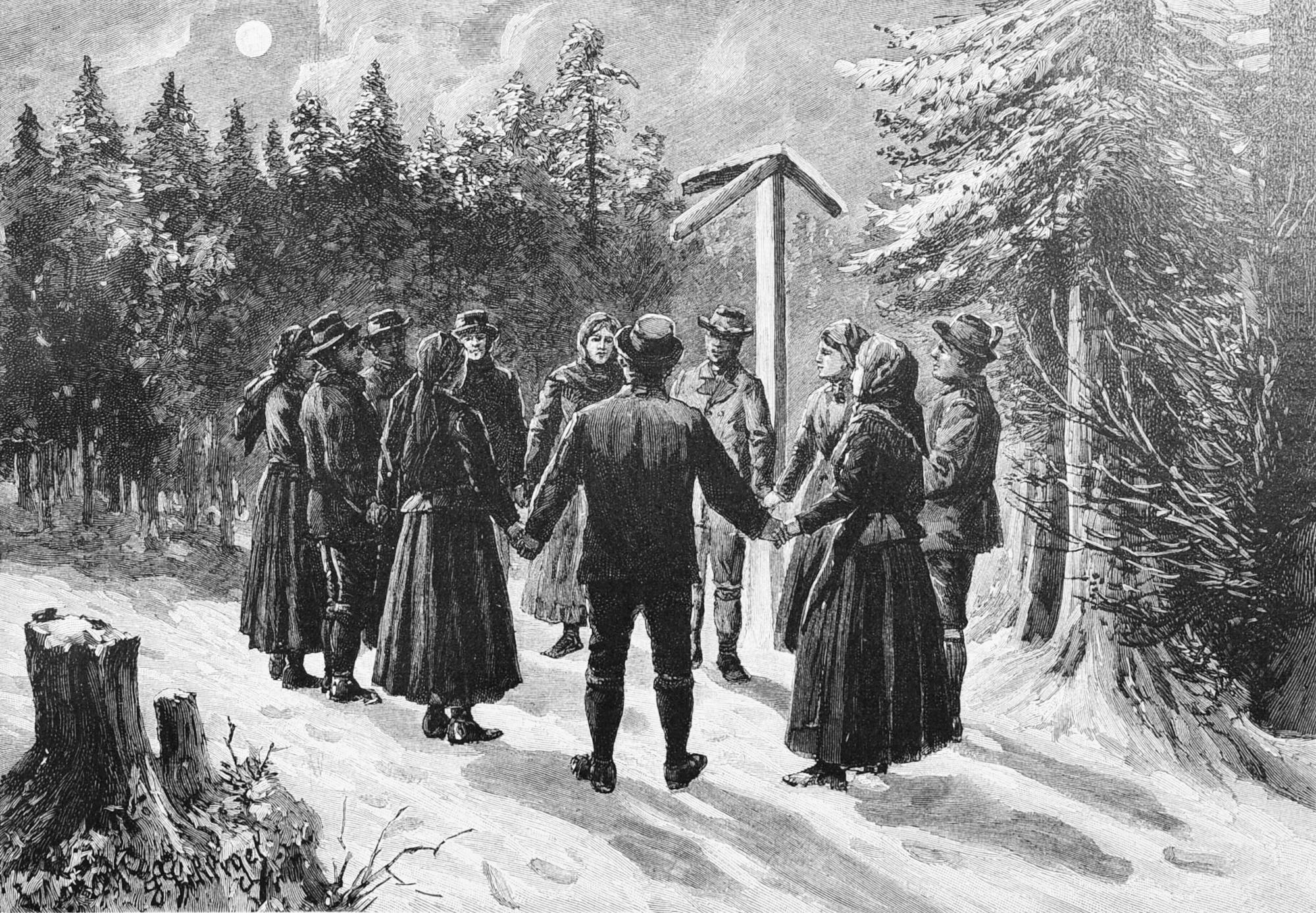
Kreisstehen in der Christnacht (op de kruisweg op kerstavond); waarzeggerij door het interpreteren van de maan en wolken is een kerstgebruik uit Duitsland

Meestal gebeurt voorspellen in de vorm van een ritueel, zoals het lopen met een wichelroede, het lezen van theebladeren of koffie. Ook worden voorwerpen, zoals stenen, stokjes of munten (kop of munt), geworpen. Dit komt bijvoorbeeld voor bij het Ifa-orakel, I Tjing en Qiuqian. De Orisha gooien (lezen) de búzios, een soort divinatiesysteem met cowrieschelpen die ritueel zijn bewerkt. Men gelooft dat het patroon waarin deze neerkomen afhankelijk van hoe ze vallen (opwaarts of neerwaarts), informatie bevat over iemands levenspad. Methoden die men hanteert, waarvan sommige een lange traditie hebben:
- astrologie: de interpretatie van de beweging van hemellichamen om gebeurtenissen op aarde te kunnen voorspellen; een sterrenwichelaar of astroloog doet zijn voorspelling door middel van de berekening en interpretatie van een horoscoop;
- methoden voor karakteranalyse zoals grafologie, fysionomie, frenologie en handlijnkunde (thans geheel verlaten theorieën);
- numerologie;
- het gebruik van middelen zoals speelkaarten of tarot, theeblaadjes, een kristallen of glazen bol, teerlingen, vuur, water en weggeworpen zout;
- scapulomantie: voorspelmethode met behulp van schouderbladen, onder andere bij de sjamanen in Mongolië en bij de Oebychen, en plastromantie (met behulp van buikschilden van schildpadden); zie ook orakelbot.

De Völuspá beschrijft hoe de lottwijg (om te voorspellen de stokjes werpen, de voortekens lezen) gekozen moet worden.
Het orakel bij een tempel van Svantovit, de God van de wichelarij en de oorlog uit de Slavische mythologie, gebruikte een dobbelsteen (zie ook dobbelen) bij zijn voorspellingen. Ook bij de Germanen werd de dobbelsteen gebruikt naast andere vormen van wichelarij.
Divinatio en mantike zijn vormen van wichelarij. Een augur is een vogelwichelaar in het oude Rome. Geomantiek is een voorspelmethode waarbij markeringen, die iemand in het zand maakt, geïnterpreteerd worden.
Hazelaarstakken (baguettes divinatoires of divinatiestokjes) waren volgens de verhalen effectiever als wichelroede als ze waren gesneden op een moment dat de goden gunstig gestemd waren. Hiervoor werden horoscopen getrokken.

## Attributen
Voor het voorspellen van de toekomst (proscopie) maakt de waarzegger vaak gebruik van attributen, zoals
- Tarotkaarten
- Handlijnen
- De stand van de 'sterren' in het geboortejaar (horoscopen)
- Koffiedik, theebladeren
- Runenstenen
- Een glazen of kristallen bol
- In China wordt vaak gebruikgemaakt van taoïstische symboliek (zie ook: I Tjing)
- In Rusland druppelt men gesmolten lood, tin of bijenwas in water
- De ingewanden van dieren

## Culturele referenties
- In talrijke sprookjes, mythen en legenden treden waarzeggers op als adviseur voor mensen met problemen, zie ook Völva.
- In het hedendaagse West-Europa is op kermissen vaak een waarzegger te vinden.
- Diverse commerciële televisieomroepen zenden ('s nachts) programma's uit waarin een waarzegger te zien is die men - tegen betaling - telefonisch kan 'raadplegen'.
- In de Harry Potter-boeken van J.K. Rowling is waarzeggerij een vak op Zweinstein.
- De Trollenkoning in de Efteling is een waarzegger, hij vertelt bezoekers hun horoscoop nadat zij hun sterrenbeeld hebben gekozen op een wijzerplaat.

## Strafvervolging
Het komt wel voor dat mensen die zich als waarzegger profileren, voor oplichting worden vervolgd nadat zij goedgelovige mensen geld afhandig hebben gemaakt. Vaak wordt het 'regenmaker-principe' gehanteerd: wanneer de voorspelling wel uitkomt wordt het op het conto van de waarzegger geschreven, wanneer dit niet het geval is zijn meer betaalde sessies nodig. Ook worden mensen vaak bang gemaakt met boze geesten, een slecht karma, of allerlei leed dat de toekomst voor de persoon in petto heeft, waarna de waarzegger een dure spirituele sessie aanbiedt om dit leed te verhelpen. Zo werd in Duitsland in 2006 een waarzegster veroordeeld tot terugbetaling van de som geld die zij had gekregen. Haar voorspelling dat de geliefde van een cliënt zou terugkeren was immers niet uitgekomen. In het televisieprogramma Oplichters in het buitenland werden in New York meerdere waarzegsters aan de kaak gesteld en blijkt dat politie en justitie dit fenomeen hard aanpakken.
In vroegere tijden kon een waarzegger nog wel doelwit worden van beschuldigingen van hekserij of zwarte magie. Vaak waren het vreemdelingen en als zodanig reeds kwetsbaar. Heden ten dage is waarzeggerij nog steeds een strafbaar feit in Saoedi-Arabië, waar het als hekserij wordt bestempeld. Het kan bestraft worden met de doodstraf.

## Afbeeldingen

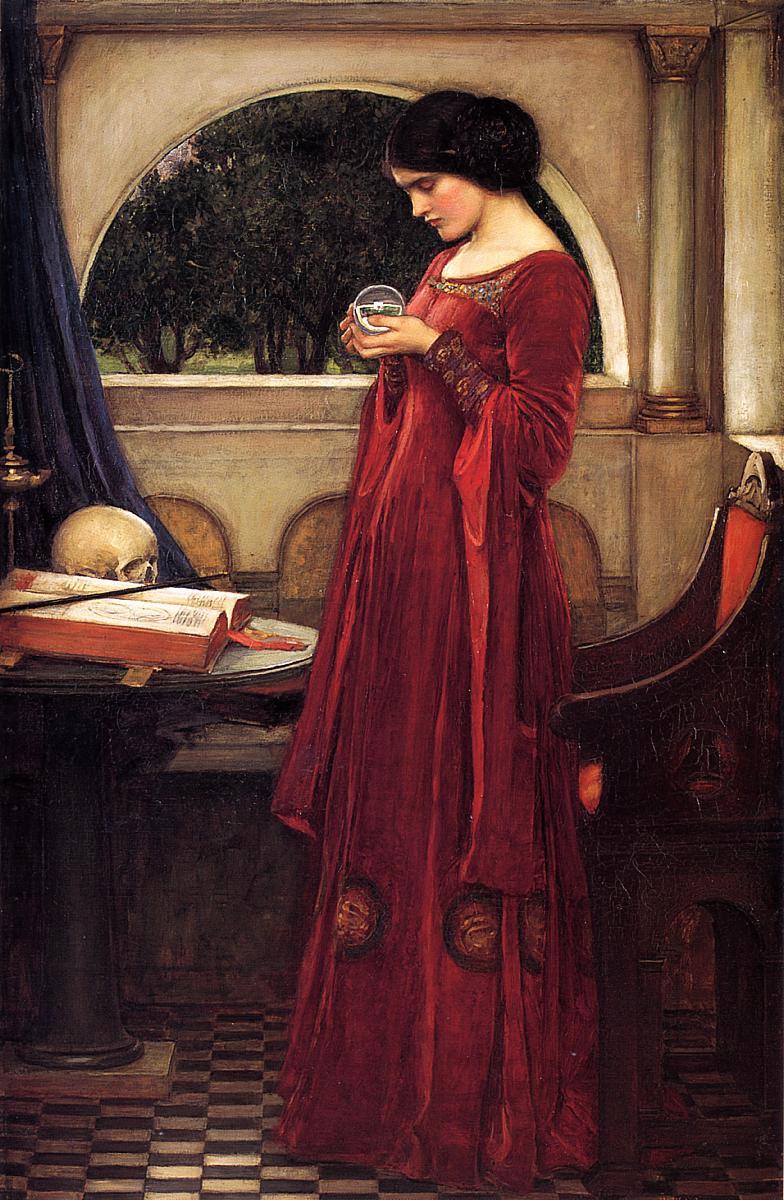
The Crystal Ball, John William Waterhouse, 1902
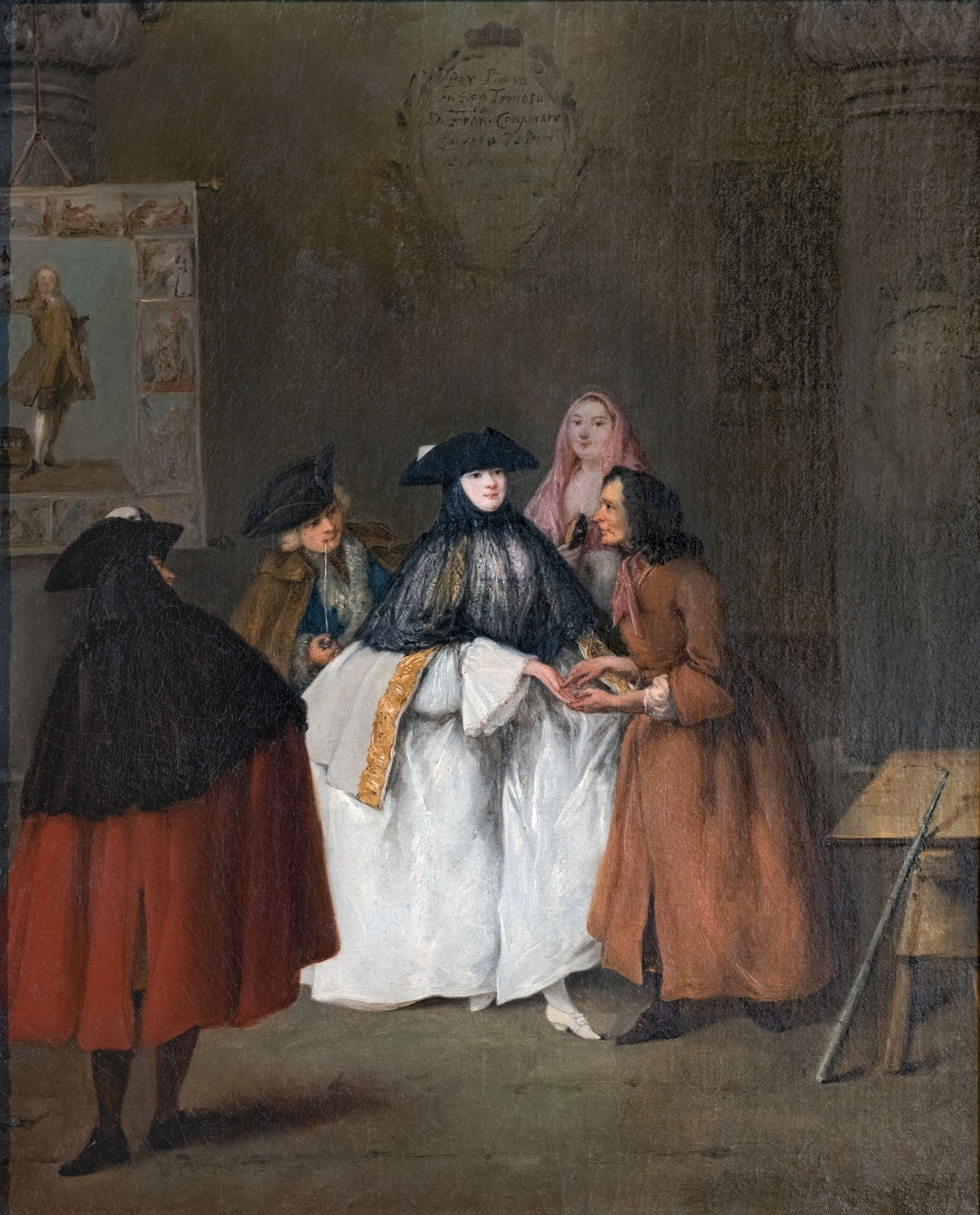
De waarzegster, Pietro Longhi, 1752
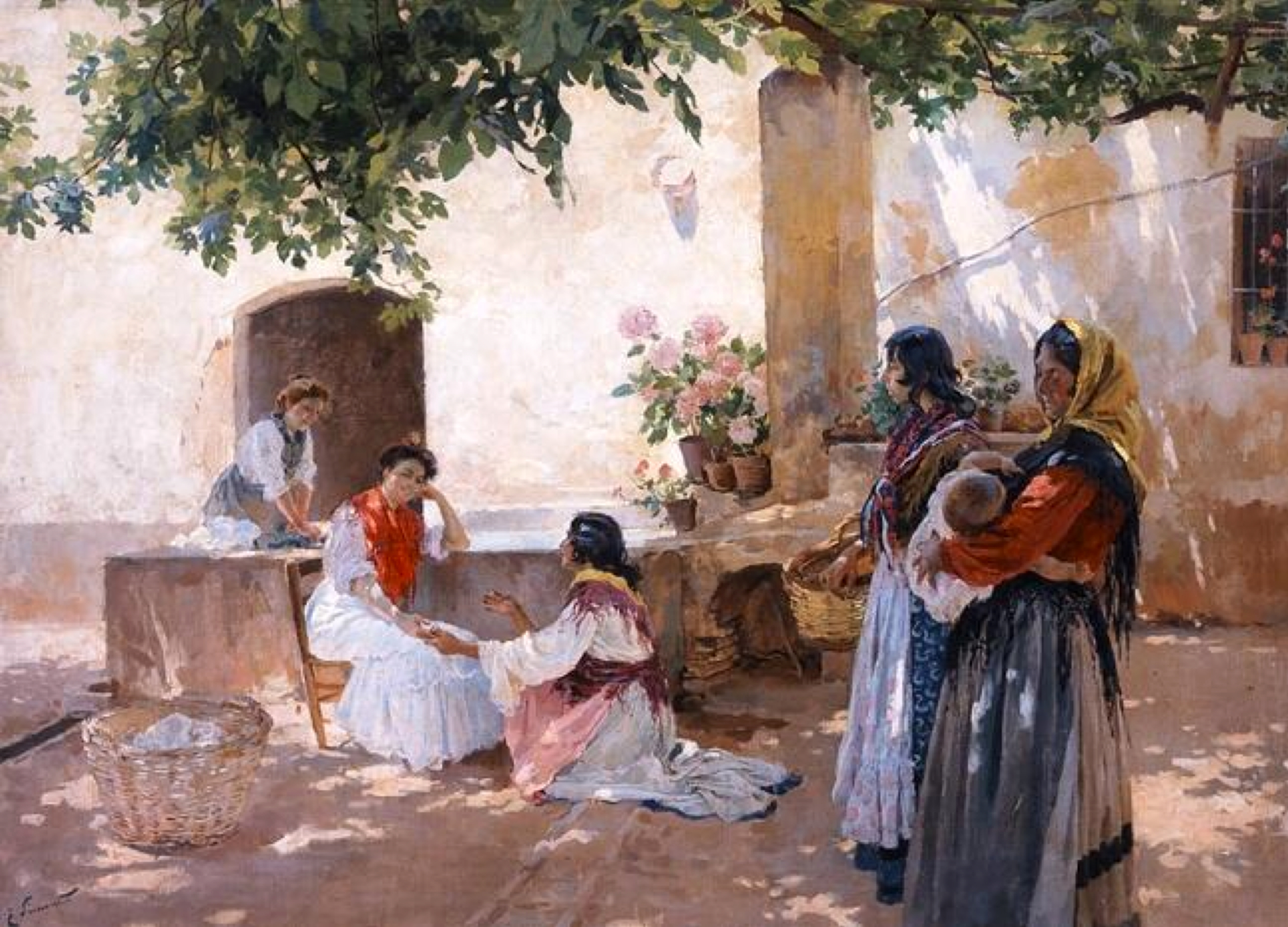
De waarzegster, Enrique Simonet, 1899
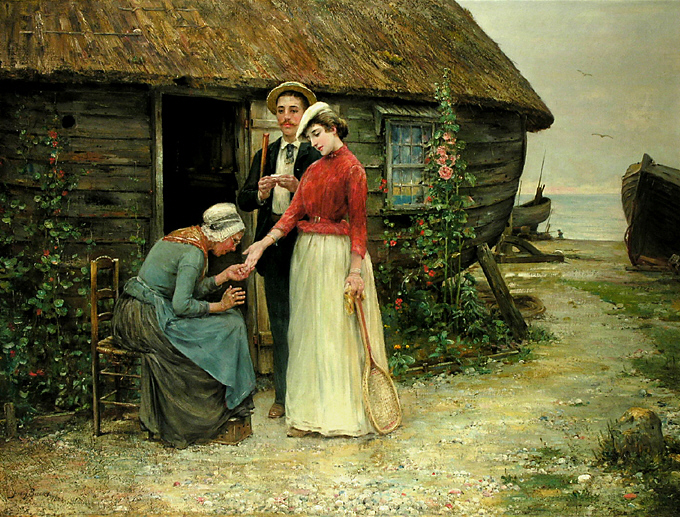
De waarzegster, Hendry Bacour
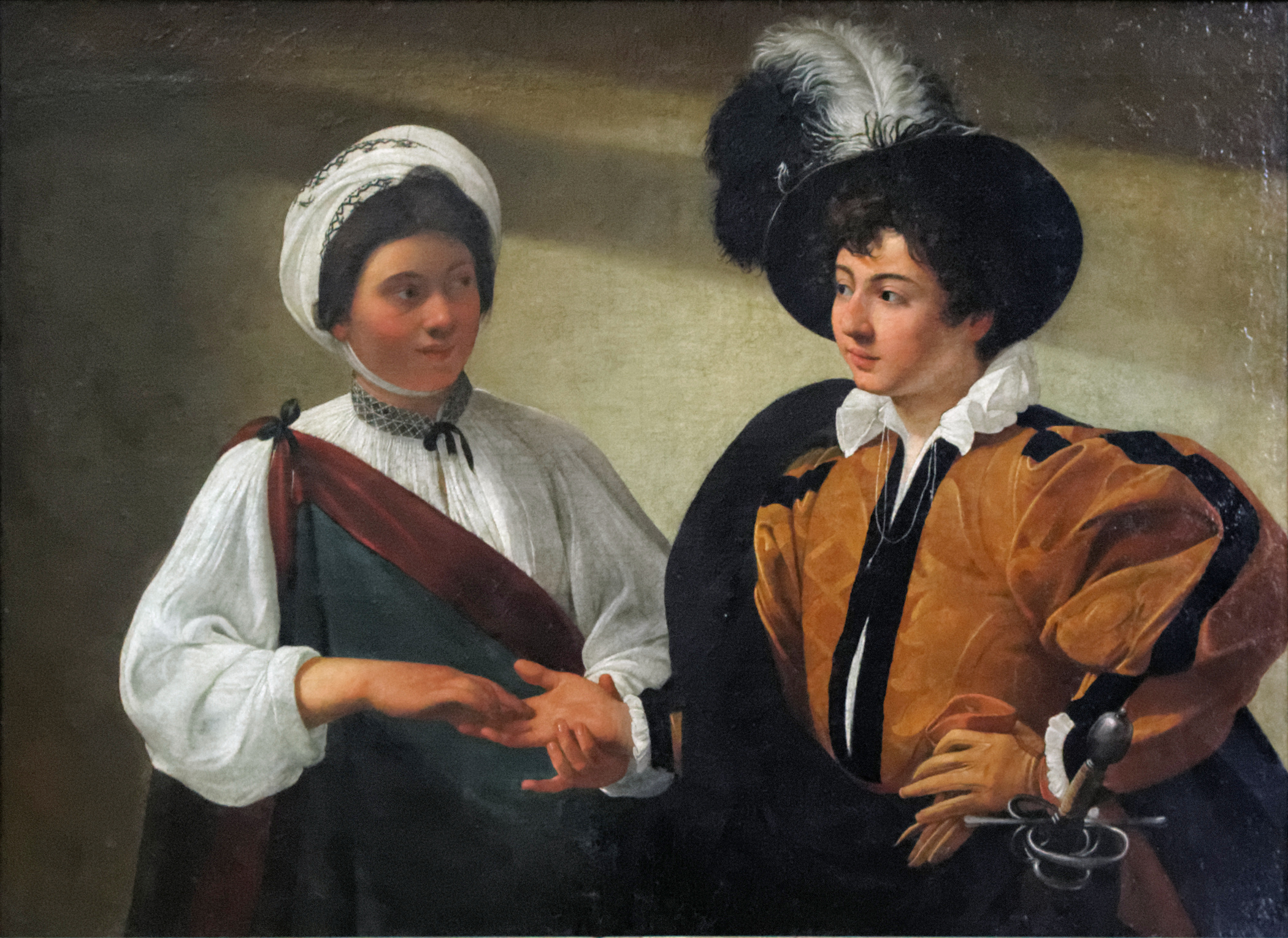
De waarzegster, Michelangelo Merisi da Caravaggio, ca. 1594
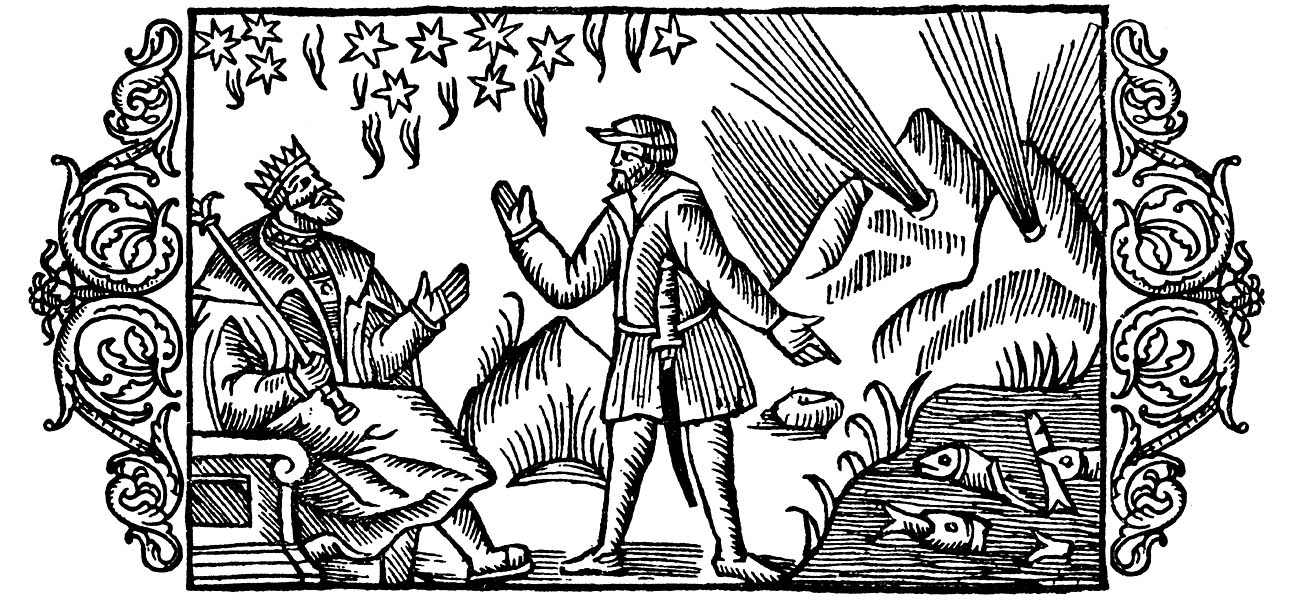
Een waarzegger verklaart de koning de sterren, vissen en het geluid van de bergen, Olaus Magnus, 1555
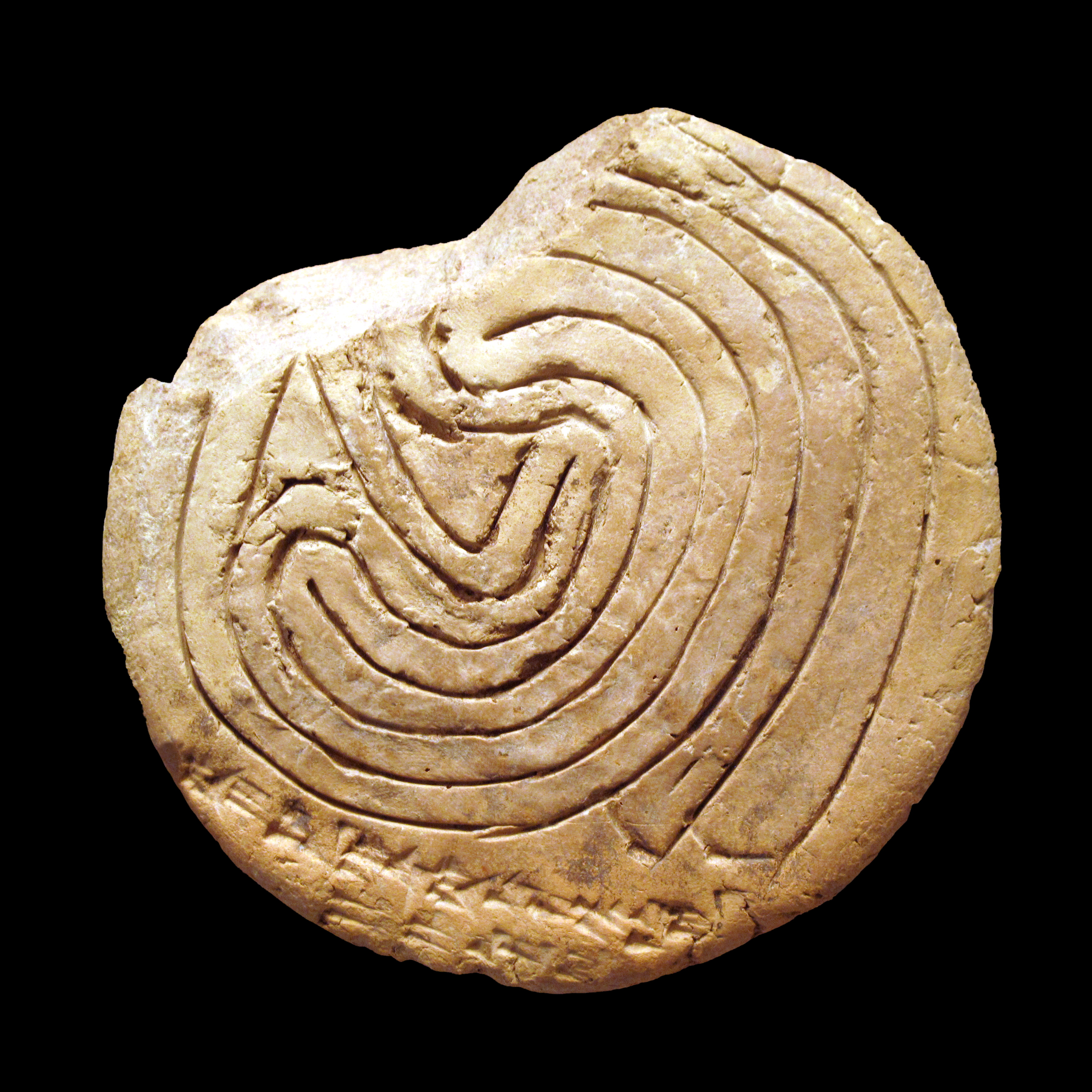
Kleitablet van de ingewanden van een schaap uit Mesopotamië, werd gebruikt bij de training van waarzeggers, de inscriptie luidt: Links en rechts komen rechts samen en eindigen hier, Louvre
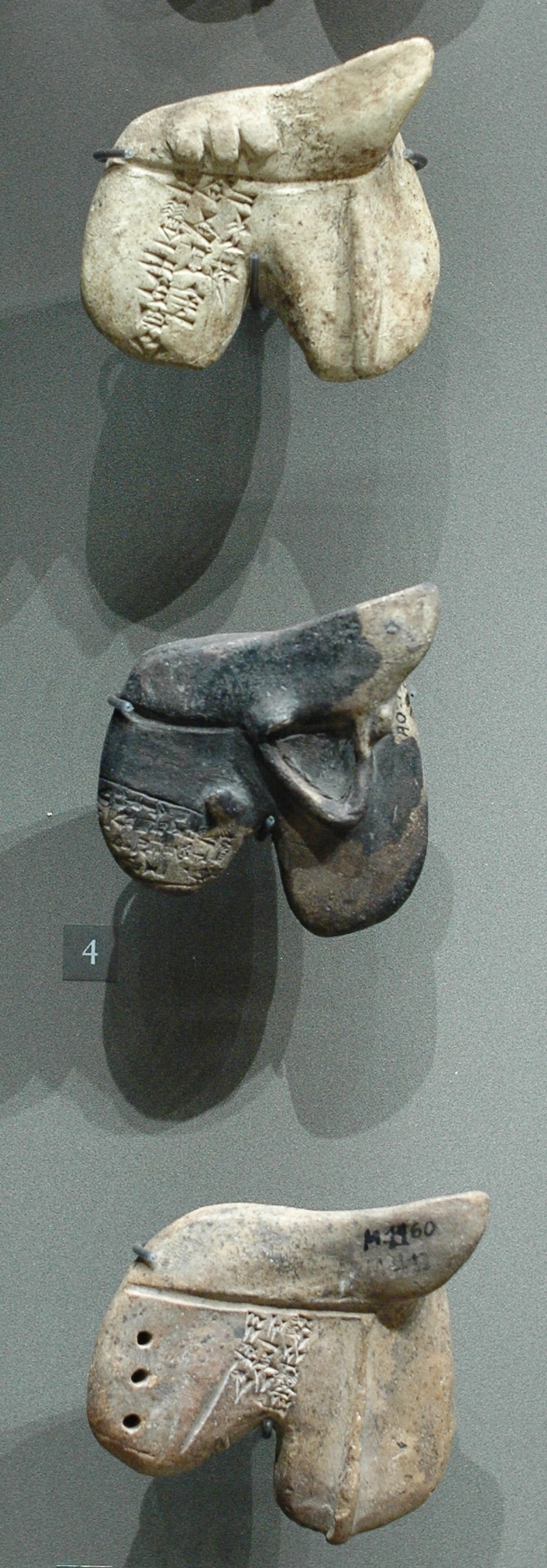
Deze kleimodellen van levers werden gebruikt bij de training van waarzeggers, de middelste representeert de vernietiging van een kleine stad, Mari, 19e of 18e eeuw v.Chr., Louvre
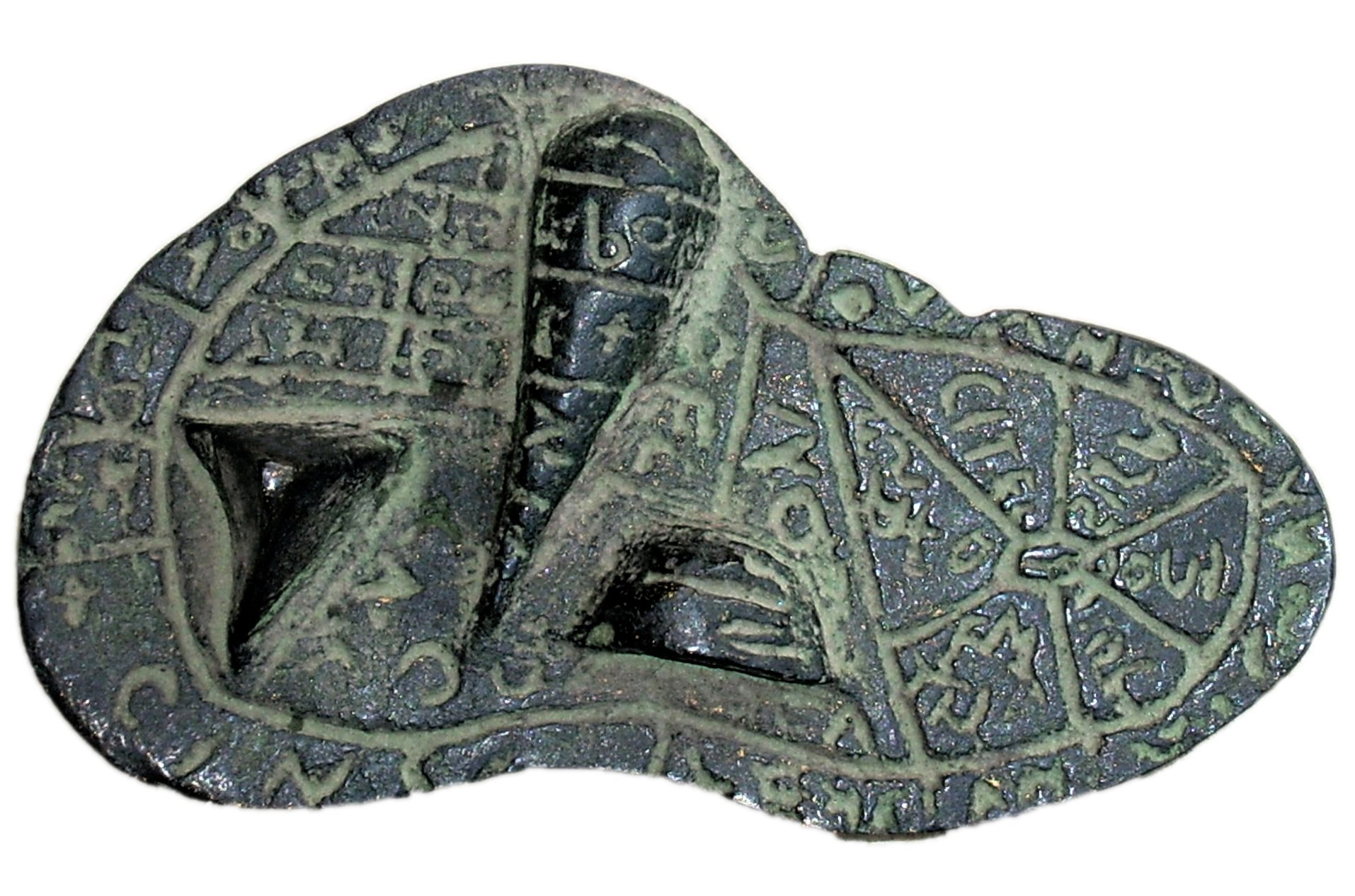
Lever van Piacenza, zie ook haruspex
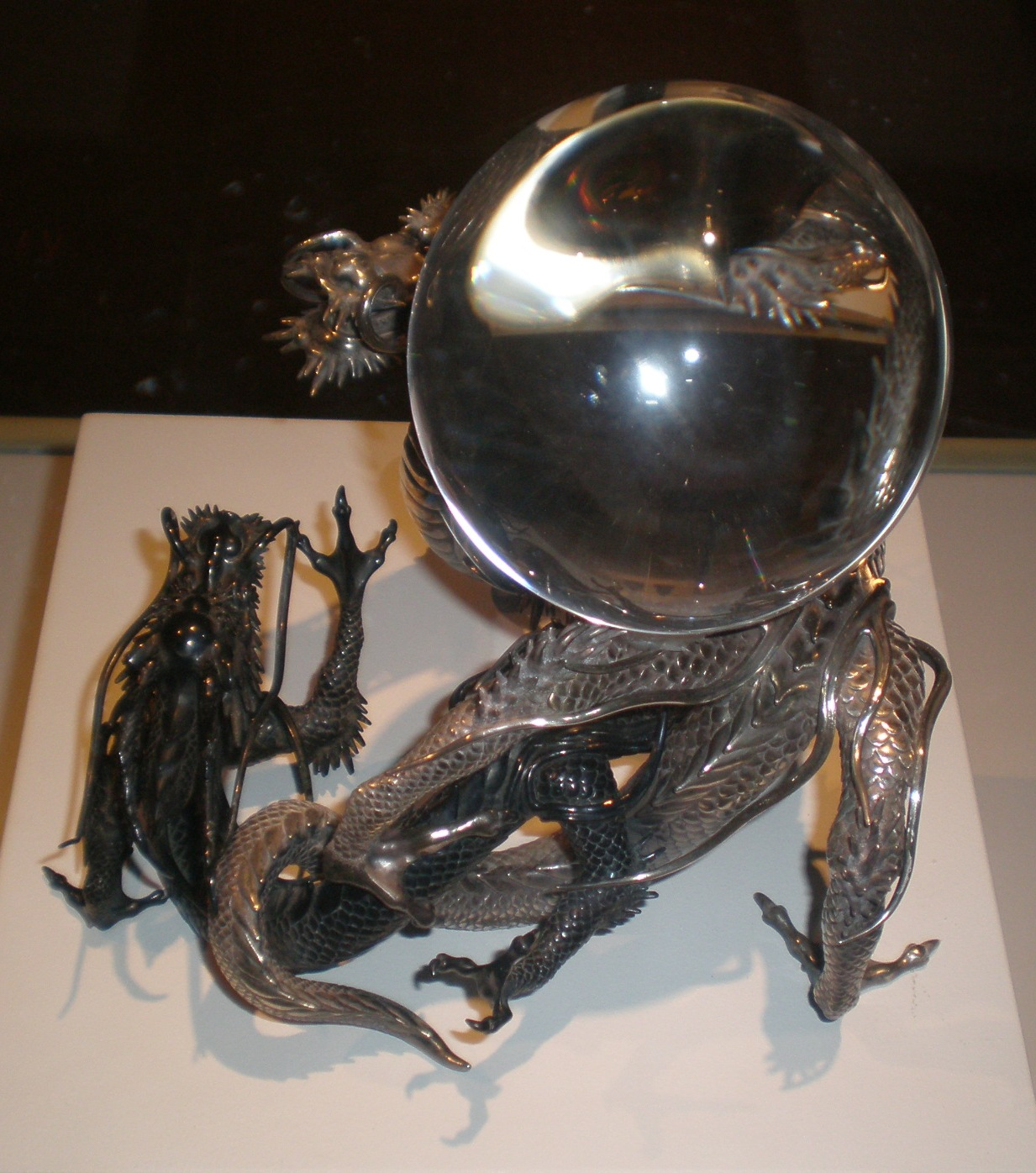
Draak met kristallen bol
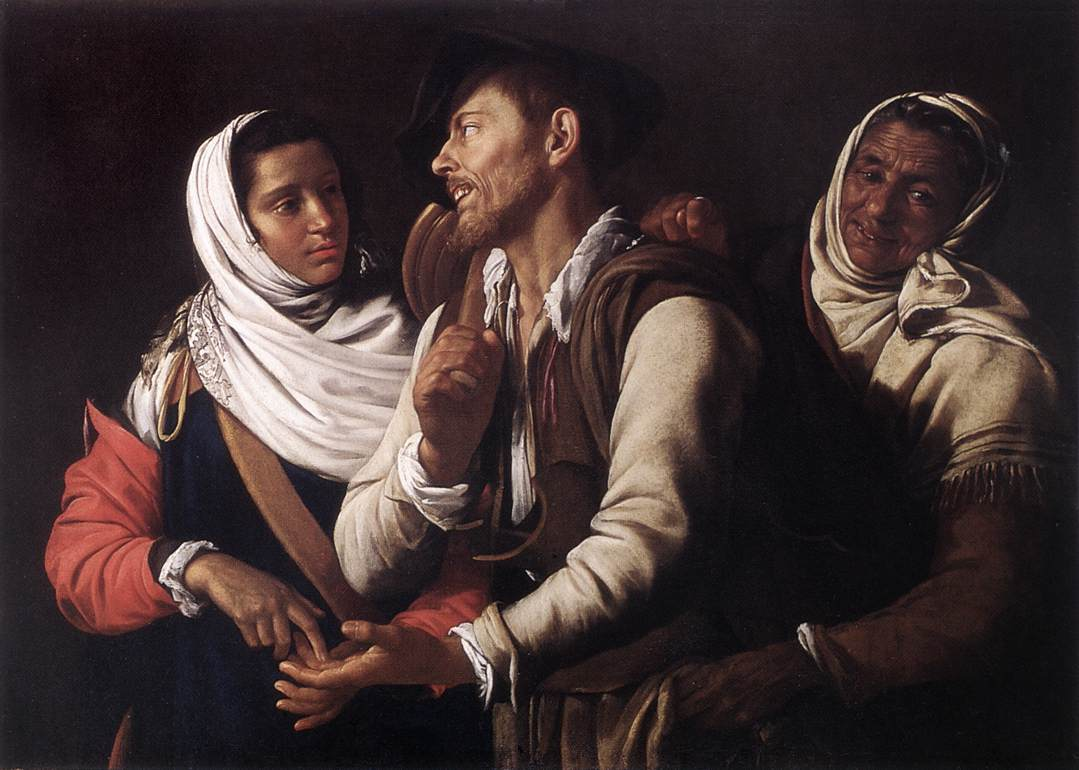
De waarzegster (en zakkenroller), Simon Vouet, 1617
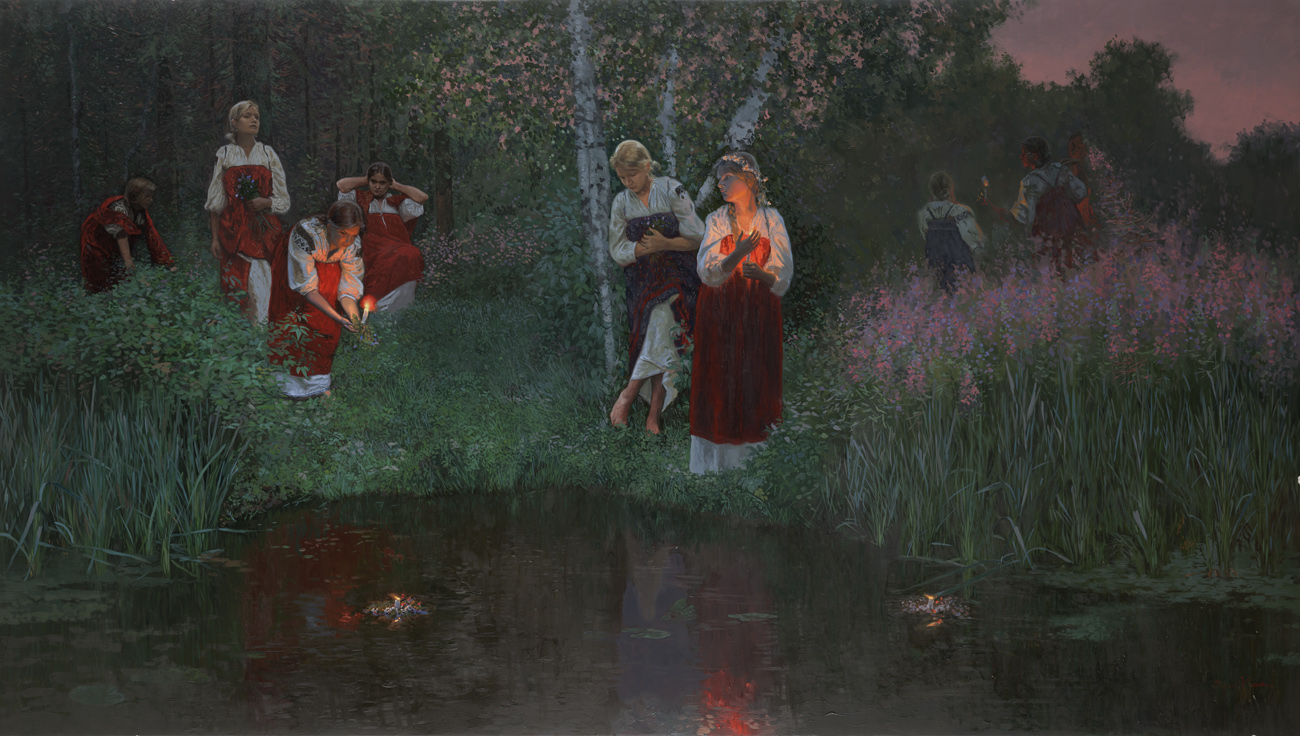
Waarzeggerij met kranzen, Semjon Leonidowitsch Koschin op Ivan Kupula-dag (midzomer)